# Pierre Thiriet
Pierre Thiriet (ur. 20 kwietnia 1989 w Épinal) – francuski kierowca wyścigowy.

## Kariera
Po startach w kartingu w latach 2003–2004, Thiriet zaczął się ścigać w Eurocup Mégane Trophy w 2009. Jeżdżąc dla TDS Racing, ukończył na piątym miejscu. Pozostał z TDS na sezon 2010, Thiriet ukończył na drugim miejscu w klasyfikacji generalnej za swoim kolegą z zespołu Nick Catsburg z dwoma zwycięstwami.
Thiriet ruszył razem z TDS do wyścigów długodystansowych w 2011, uczestnicząc w Le Mans Series w klasie LMP2  nadwoziu Oreca 03 wspólnie z Mathias Beche i Jody Firth. Załoga wygrała wyścig w Spa i Estoril i zakończyli rywalizację na czwartym miejscu w klasyfikacji kierowców. Thiriet również startował w 24h Le Mans 2011 w załodze Luxury Racing Ferrari 430, ale załoga nie ukończyła wyścigu.
W 2012 roku, LMP2 stała się najlepszą załogą w European Le Mans Series, która zmieniła nazwę z Le Mans Series. Partnerując Bechowi, Thiriet i TDS wygrali najpierw Paul Ricard i ostatni wyścig sezonu Road Atlanta, broniąc swojego pierwszego tytułu w historii swoich startów. W wyścigu 24h Le Mans 2012 dołączył do nich Christophe Tinseau i załoga ukończyła na ósmym miejscu w klasyfikacji generalnej  i drugie miejsce w LMP2.
Thiriet jest synem Claude Thiriet, założyciela francuskiej firmy mrożonych jedzeń Thiriet.

## Wyniki wyścigu 24h Le Mans
| Rok  | Zespół                | Kierowcy towarzyszący                | Samochód               | Klasa   | Okrążeń | Poz. | Class Pos. |
| ---- | --------------------- | ------------------------------------ | ---------------------- | ------- | ------- | ---- | ---------- |
| 2011 | Luxury Racing         | Anthony Beltoise François Jakubowski | Ferrari 458 Italia GTC | GTE Pro | 136     | NU   | NU         |
| 2012 | Thiriet by TDS Racing | Mathias Beche Christophe Tinseau     | Oreca 03-Nissan        | LMP2    | 353     | 8    | 2          |
| 2013 | Thiriet by TDS Racing | Ludovic Badey Maxime Martin          | Oreca 03-Nissan        | LMP2    | 310     | NU   | NU         |
| 2014 | Thiriet by TDS Racing | Ludovic Badey Tristan Gommendy       | Ligier JS P2-Nissan    | LMP2    | 355     | 6    | 2          |